# Džepčište
Džepčište (mazedonisch Џепчиште; albanisch Xhepçisht/Xhepçishti) ist eine Ortschaft nordöstlich von Tetovo im Nordwesten Nordmazedoniens in der Grenzregion zum Kosovo. Seit 2004 ist sie in die Opština (Gemeinde) Tetovo eingegliedert. Sie liegt an der Hauptstraße von Tetovo nach Kosovo auf einer durchschnittlichen Höhe von 444 Metern und hat über 4000 Einwohner.

## Geschichte
Džepčište war am 16. April 1990 Gründungsort der Partei für Demokratische Prosperität, der ersten albanischen Partei in Mazedonien; ihr Gründungsvorsitzender Nevzat Halili (* 1951) stammt aus Džepčište.

## Bevölkerung
Die Ortschaft Džepčište zählte bei der 2002 durchgeführten Volkszählung 4051 Einwohner. 3934 (97,11 %) waren Albaner und 81 (2,00 %) ethnische Mazedonier.

## Wirtschaft
In Džepčište befindet sich eine Fabrikation von Fertigputz der Renova-Gruppe.

## Kultur und Sport
Im Ort gibt es ein Museum, das sein Besitzer, der Architekt Simeon Zlatev, als das kleinste völkerkundliche Museum der Welt bezeichnet. Auf einer Fläche von 7,2 Quadratmetern werden rund 1150 Fundstücke aus ganz Nordmazedonien ausgestellt, die Zlatev in 30 Jahren gesammelt hat.
In der Ortschaft stehen zwei Mazedonisch-orthodoxe Kirchen und eine Moschee.
Mazedonisch-orthodoxe Kirchen:
- Kirche Hl. Athanasius, geweiht dem Hl. Athanasius dem Großen
- Muttergotteskirche, geweiht der Allerheiligsten Muttergottes Maria

Der örtliche Fußballverein FK Renova Džepčište spielt in der höchsten nordmazedonischen Spielklasse, der Prva-Liga.